# 鳌头村首批共产党员宣誓旧址
鳌头村首批共产党员宣誓旧址，位于中国广东省肇庆市高要市活道镇鳌头村遗经书房。2005年8月9日，列入高要市文物保护单位。